# Eileen Dunne
Eileen Dunne – irlandzka prezenterka telewizyjna i dziennikarka radiowa, pracuje dla radia i telewizji Raidió Teilifís Éireann (RTÉ).
Eileen Dunne urodziła się 22 czerwca 1958 w Dublinie, jako córka byłego korespondenta RTÉ, Mick'a Dunne. Studiowała sztukę na University College w Dublinie.
Eileen mieszka w Clontarf i jest żoną aktora Macdara Ó Fátharta, mają jednego syna.